# Халфин, Леонид Александрович
Халфин Леонид Александрович (3 января 1932, Москва — 8 декабря 1998, Санкт-Петербург), советский физик и математик, доктор физико-математических наук («Исследования по квантовой теории нестабильных частиц», ЛТФ, Объединённый институт ядерных исследований, Дубна, 1974), почётный доктор Университетов Мадрида и Брюсселя, член Санкт-Петербургского математического общества.

## Биография
Родился в 1932 году в Москве в еврейской семье. Десятилетку окончил с золотой медалью. В 1949 году поступил в Ленинградский государственный университет на физический факультет. Окончил с красным дипломом.
В 1958 году Л. А. Халфин предсказал квантовый эффект Зенона. Места работы: 1954—1960 годы — Институт разведгеологии (ВИРГ); 1960—1998 годы — Ленинградское отделение Математического института им. В. А. Стеклова, одновременно преподавал в ЛГУ. 1964 год — доцент. 1974 год — докторская диссертация.
Награждён медалями «Ветеран труда» и «В память 250-летия Ленинграда».
Является автором множества публикаций в ведущих международных математических и физических журналах.
В молодости занимался водным поло, теннисом. Любитель классической музыки.